# Coupe-anches

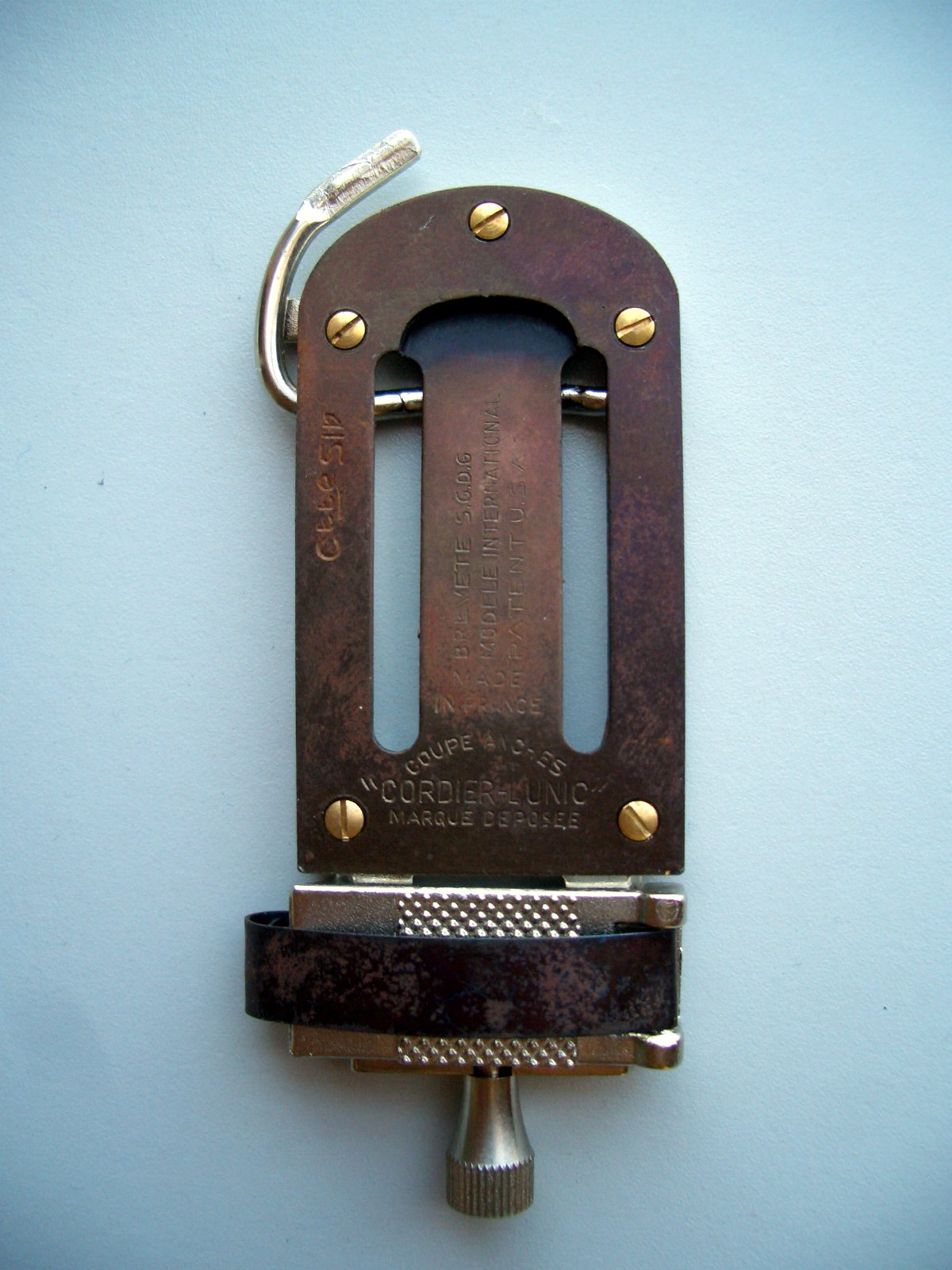
Coupe-anches Cordier pour anches de clarinette soprano en si bémol.

Un coupe-anches est utilisé par le musicien pour rectifier la pointe de l'anche en roseau utilisée pour les instruments à vent à anche simple : la clarinette et le saxophone.
En raccourcissant l'anche, celle-ci devient plus rigide, le son s'enrichit mais l'anche est aussi plus difficile à jouer. L'outil permet également de corriger un défaut ou une cassure sur la pointe.
L'anche doit être humidifiée avant l'opération de coupe. À la base de l'outil, le chariot a pour objet d'immobiliser l'anche à l'aide d'une lamelle en acier flexible et sert à régler précisément la hauteur de coupe à l'aide d'une vis micrométrique. Une fois que l'anche est positionnée à la hauteur souhaitée, le musicien bascule un petit levier pour rectifier la pointe en la coupant au moyen d'une lame en acier trempée affûtée. La hauteur de coupe doit être faible (quelques dixièmes de millimètre). Il peut être nécessaire de répéter l'opération plusieurs fois pour atteindre le résultat voulu.
Il existe un modèle spécifique pour chaque taille d'anche.
Paul Cordier dépose en France le brevet du coupe-anches en 1905. Son fils Lucien succède à la tête de l'entreprise installée à Arnouville et déposera ensuite un brevet aux Etats-Unis pour un modèle amélioré appelé « coupe-anches Cordier, l'UNIC » avec un bras de levier. Dans les années 1990, la maison Glotin reprend la fabrication de cet accessoire. Depuis 2005, la maison Marca continue sa fabrication.

## Galerie

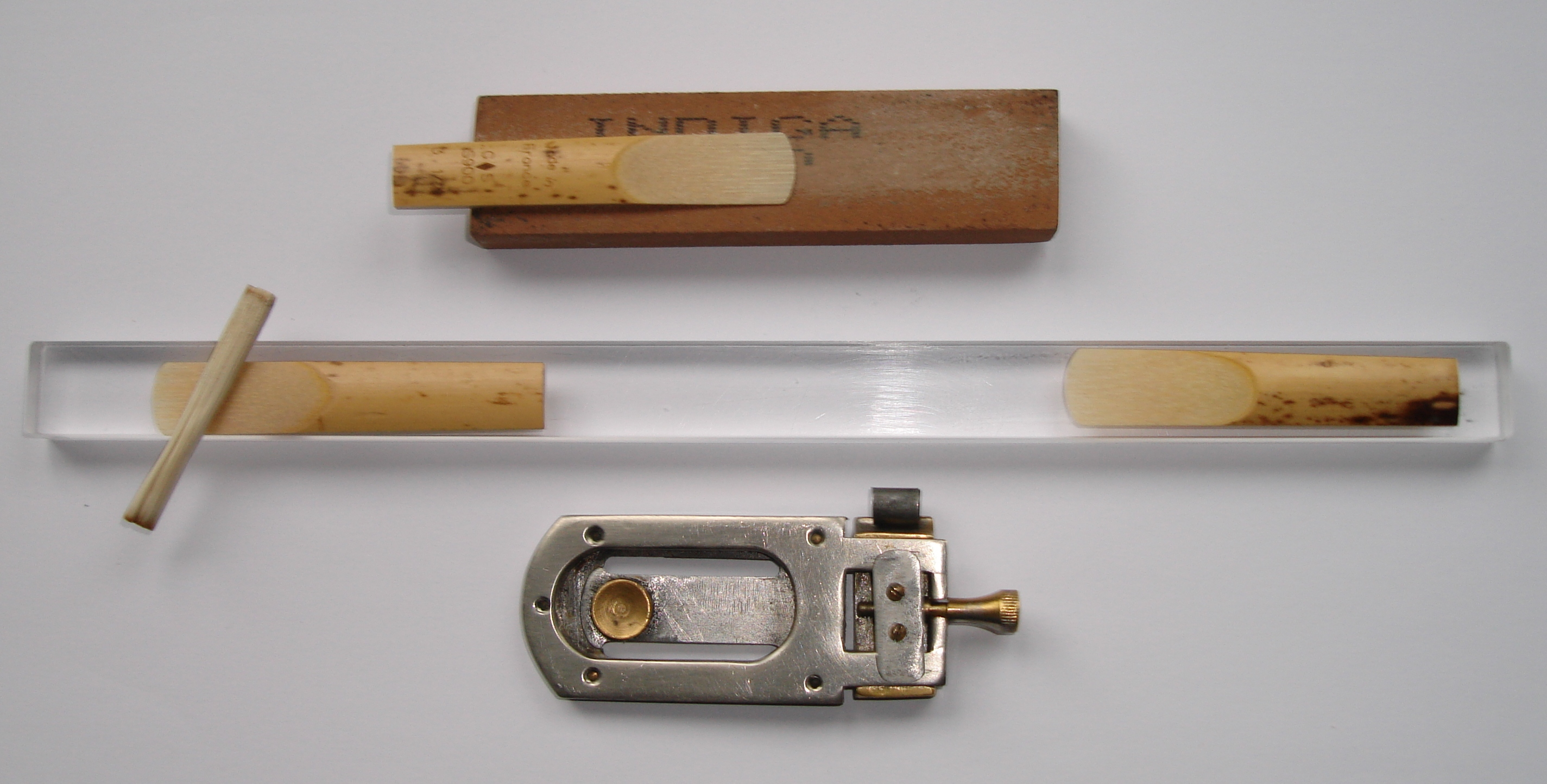
Ancien modèle de coupe-anches Cordier et autres accessoires pour la retouche d'anche.

## Manufactures
- Cordier
- Vandoren